# Hans Georg Müller
Hans Georg (Jürgen) Müller (eller Möller), född omkring 1650 i Tyskland, död  14 september 1713 i Stockholm, var en tysk-svensk målare.
Han var från 1681 gift med Margareta Werber född Baldau. Müller kom till Sverige 1675 och arbetade en tid vid Ehrenstrahls ateljé. Han anställdes 1678 av änkedrottning Hedvig Eleonoras tjänst vid Jakobsdal (Ulriksdal) där han utförde fem porträtt av hennes förfäder han var kvar i Hedvig Eleonoras tjänst fram till 1690-talets början. Samtidigt med sitt arbete för Hedvig Eleonora arbetade han på andra kungliga slott bland annat på Svartsjö slott. Från omkring 1702 utförde han arbeten på Drottningholms slott och Stockholms slott. Vid sidan av rena hantverksarbeten för kungliga familjens hushåll var han huvudsakligen sysselsatt med dekorativt målningsarbete som takmålningar och inredningsmålning på Drottningholm. Några av hans plafondkompositioner på Drottningholm har bevarats bland annat en allegori med Minerva, Herkules och Amor i sammetsrummet och ett stort "skilderi", som uppsattes i drottningens stora förmak på Drottningholm 1702. Även målningen i Karl XI:s galleri på Stockholms slott var en takmålning. Utanför de kungliga slotten var han anlitad för takmålning av De la Gardies olika palats. Han målade 1712 en altartavlan  Konung David offrande till Herren för Kristina kyrka som senare förstördes genom brand 1736 samt en altartavla för Mariefreds kyrka. Ett porträtt av kyrkoherden Aegidius Strauch för tyska församlingen i Stockholm. På uppdrag av Karl XII reste han till Bender där han utförde ett antal miniatyrmålningar på pergament dessa föreställde bilder av sultanen, hans gemål, militära chefer och kostymbilder. Vid sin död testamenterade han sina kvarvarande oljemålningar och miniatyrer till Carl Gustaf Tessin. Müller är representerad vid Skoklosters slott, Institut Tessin och Nationalmuseum i Stockholm.